# Škumbin
Škumbin (albansko Shkumbin ali Shkumbini) je reka v osrednji Albaniji, ki izvira v gorovju jugozahodno od Skadarskega jezera in teče proti severozahodu do izliva v Jadransko morje pri kraju Divjaka. S 181 km dolžine je ena največjih albanskih rek. Od izvira teče najprej proti severu, nato obrne severozahodno in pri Libraždu vzhodno, nakar teče skoraj naravnost do izliva.
Od ribje favne prevladujejo krapovci, od tega nekaj ogroženih vrst. Pri izlivu skupaj z reko Seman tvori obsežno laguno Karavasta, eno največjih tovrstnih mokrišč v Jadranu, ki predstavlja habitat za številne vrste ptic in drugih organizmov. Albanija jo je v 1990. letih razglasila za narodni park in ramsarsko mokrišče.

## Izkoriščanje
V srednjem toku in spodnjem toku, predvsem v regiji mesta Elbasan, je velika količina vode speljana v namakalne sisteme. To povzroča težave s kontaminacijo, saj je reka razmeroma onesnažena, predvsem z nitrati. V preteklosti je Škumbin močno onesnaževal metalurški kompleks v Elbasanu, iz katerega so vanjo letno izlili 30 do 35 milijonov kubičnih metrov strupenih odpadkov (žveplove spojine, amonijak, fenoli, sulfati idr.) in odložili na njene bregove še 300.000 ton žlindre. Situacija se je nekoliko izboljšala po propadu zastarele industrije v začetku 1990. let, a so posledice še občutne.
Druga težava je velika količina sedimentov, ki jih nosi reka, kar nakazuje na močno erozijo zaradi deforestacije v zgornjem toku. Sedimenti med drugim zasipajo laguno Karavasta in ogrožajo tamkajšnji ekosistem.

## Kulturni pomen
Reka Škumbin je v več zgodovinskih obdobjih predstavljala naravno mejo. V antiki se je imenovala Gennousos, predstavljala je severno mejo regije Epir. V 5. in 6. stoletju je bila znana kot meja med ilirskim in grškim kulturnim območjem.
Danes je njeno porečje v grobem meja med gegovskim in toskovskim narečjem albanskega jezika.